# Disc dog

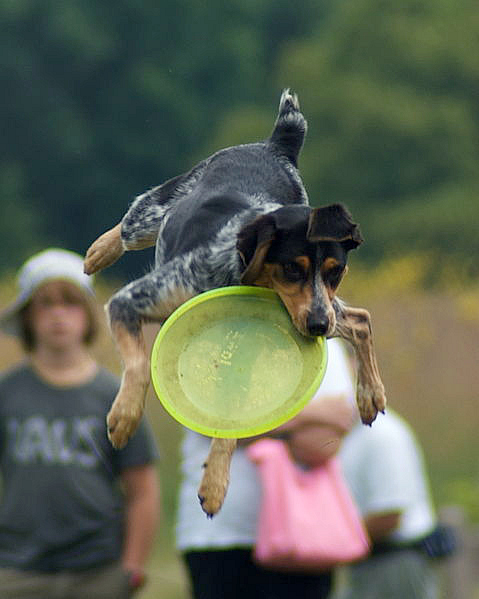
Démonstration de disc dog à Metroparks Toledo dans l'Ohio en 2008.

Le disc dog, ou Frisbee dog, est un sport relativement peu connu en France, qui consiste à faire rattraper par un chien un frisbee en vol lancé par son maître. Ce jeu, né aux États-Unis, y est devenu très populaire.

## Historique
Ce jeu doit exister depuis l'invention du frisbee, dès qu'un chien a rapporté à son maître le frisbee qu'il venait de lancer. Devenu populaire avec la vogue du frisbee au début des années 1970, il a été définitivement médiatisé le 5 août 1974 grâce à Alex Stein, un étudiant américain qui a sauté sur le terrain du Dodger Stadium pour jouer au disc dog avec son lévrier nain Ashley Whippet (en) (1971-1985) lors d'un match de baseball retransmis à la télévision nationale américaine, sans être interrompu pendant plusieurs minutes, tant le spectacle en valait la peine.
En France, le Sport de Frisbee pour chiens a été lancé en 2007 par l'intermédiaire de la Société centrale canine.

## Les chiens
Toutes les races peuvent pratiquer le disc dog, mais certaines sont plus douées que d'autres, grâce à leur caractère ou leurs capacités physiques.
Les chiens les plus souvent utilisés sont des chiens de berger de petite taille, border collie, berger australien, chiens travailleurs, rapides et intelligents. D'autres races sont aussi utilisées avec autant de bonheur, Jack Russell Terrier, lévrier et même pit bull.
Certains spécialistes de la discipline ne jurent que par les chiens trouvés dans les refuges. Rejetés par leurs propriétaires parce que trop turbulents, voire hyperactifs, ces chiens deviennent souvent d'excellents chiens de disc dog. C'est d'autant plus intéressant qu'on considère qu'entraîner sérieusement un chien au disc dog avant que celui-ci ait fini sa croissance (entre 8 et 16 mois selon les espèces) est dangereux pour sa santé, car les multiples sauts que demande ce sport peuvent fragiliser la constitution osseuse des chiots.

## Matériel
Tous les grands fabricants de frisbee (Hyperflite, Wham-O, Aerobie, etc.) ont maintenant des articles dédiés au disc dog, plus souples que les frisbees standards, afin de ne pas risquer de blesser le chien et de lui inculquer la peur du frisbee, ce qui est contraire au but recherché.

## Disciplines

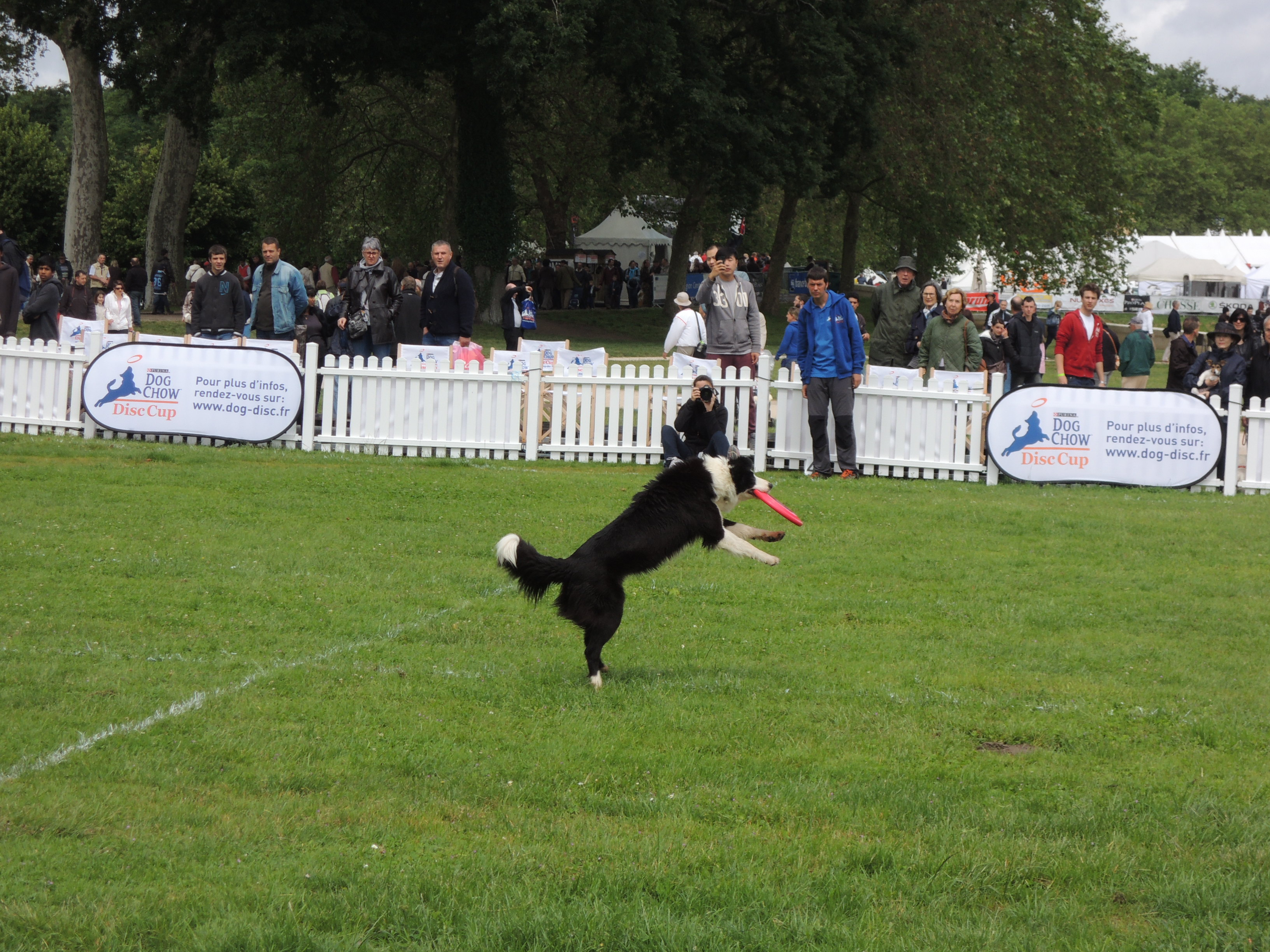
Disc dog à Chambord (Loir-et-Cher) en 2013.

En compétition, il existe 3 disciplines distinctes, variations sur le thème « lancer / attraper ». Seule la longue distance n'est encore pas reconnu en France.

### Courte distance
En 90 secondes, le chien doit rattraper le frisbee et le rapporter le plus de fois possible. Plus le frisbee est lancé loin, plus il y a de points attribués. Si le chien ne touche pas le sol lors du rattrapage, 5 points supplémentaires sont accordés. La distance maximale de ces lancers est de 40 mètres et deux frisbees sont autorisés pour cette discipline.
Le terrain fait 50 mètres de long avec une zone de départ de 5 mètres à chaque extrémité. L'aire de jeu principale de 40 mètres de long est découpée comme en deux zones de 10 mètres de long et quatre de 5 mètres de long. Les zones de 10 mètres sont contiguës aux aires de départ/arrivée.

### Freestyle

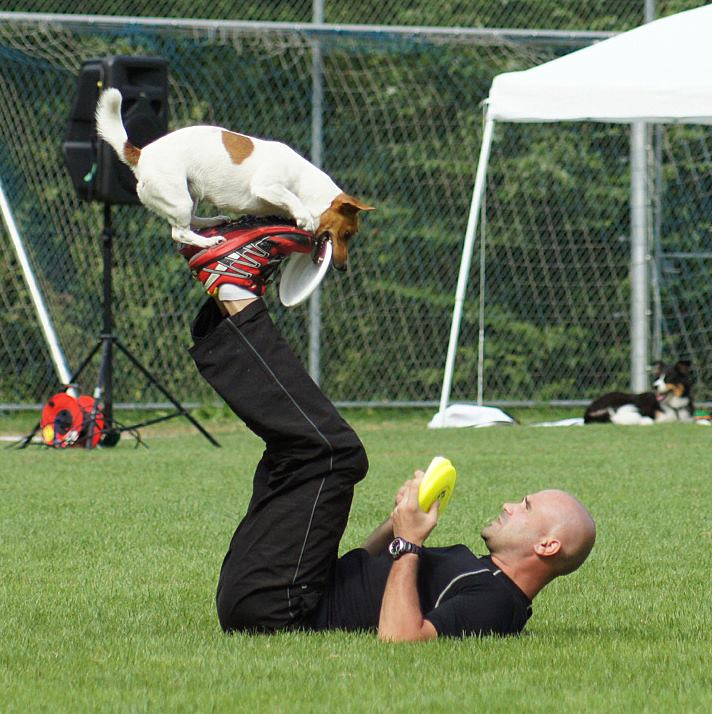
Exemple de freestyle.

C'est sans doute la discipline la plus appréciée des spectateurs, parce que la plus spectaculaire. Elle consiste en un « mini show » de durée déterminée et identique pour tous les participants, où le maître et le chien interagissent au moyen du frisbee. Sauts impressionnants du chien pour attraper le frisbee, chien se servant de son maître comme tremplin pour sauter plus haut, multiples lancers rapides, rattrapage de multiples frisbees : tous ces exercices constituent le spectacle.

### Longue distance
Encore assez rare, cette discipline consiste à faire attraper le frisbee par le chien le plus loin possible, le chien ne devant pas partir avant le lancer. Le record actuel est de 122,5m.